# Isabella Leeb

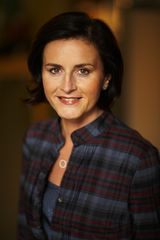
Isabella Leeb

Isabella Leeb (* 28. Jänner 1967 in Wien) ist eine österreichische Baumeisterin und Politikerin (ÖVP). Leeb war zwischen 2008 und 2010 nicht amtsführende Stadträtin in Wien und von 2010 bis 2015 Abgeordnete zum Wiener Landtag.

## Ausbildung und Beruf
Leeb besuchte von 1973 bis 1982 die Volksschule und das Gymnasium Sacre Coeur in Wien und absolvierte von 1982 bis 1986 die Handelsakademie Marienanstalt. Danach bildete sie sich an der HTL für Hochbau, Camillo Sitte Lehranstalt, weiter. 1993 legte Leeb die Baumeisterprüfung ab.
Leeb stieg nach dem Abschluss ihrer HTL-Ausbildung in das Familienunternehmen „Baumeister Rudolf Denk GmbH“ ein und war in der Folge als Bauleiterin tätig. Im Jahr 2000 übernahm sie die Geschäftsführung des Unternehmens.

## Politik
Zwischen 1990 und 1992 gründete und leitete Leeb den Arbeitskreis „Baumeister Söhne und Töchter“ („Junge Bauwirtschaft“) in der Landesinnung Bau Wien. Sie war zwischen 2004 und 2005 Mitglied des Landesinnungsausschusses Landesinnung Bau Wien und wurde 2005 zur Landesinnungsmeister-Stellvertreterin der Landesinnung Bau Wien gewählt. Von 2005 bis 2008 war sie Mitglied im Kontrollausschuss der Wiener Gebietskrankenkasse, seit 2005 gehört sie als Abgeordnete dem Wiener Wirtschaftsparlament für die Sparte Gewerbe und Handwerk an.
Nach dem Wechsel von Katharina Cortolezis-Schlager in den Nationalrat rückte Leeb am 26. November 2008 als nicht amtsführende Stadträtin für die ÖVP in die Landesregierung Häupl IV nach. Die politischen Schwerpunkte Leebs lagen nach eigenen Angaben im Bereich Bildung, Jugend, Information und Sport, Kultur und Wissenschaft, Gesundheit und Soziales sowie Integration, Frauenfragen, Konsumentenschutz und Personal.
Nach der Landtagswahl 2010 verlor Leeb in einer geheimen Abstimmung um den Posten des nicht amtsführenden Stadtrates gegen Wolfgang Gerstl mit 27 zu 20 Stimmen für Gerstl und verlor in der Folge per 5. November 2010 ihren Posten als Stadträtin. Sie wurde jedoch noch am selben Tag als Abgeordnete zum Wiener Landtag und Mitglied des Gemeinderates der Stadt Wien angelobt. In dieser Periode entwickelte sie sich zu einer prononcierten Kritikerin des Finanzdebakels um das Wiener Stadthallenbad.
Bei der Wahl 2015 wurde sie auf wenig aussichtsreicher Stelle gereiht. In der Folge schied sie aus dem Gemeinderat aus.

## Privates
Leeb ist verheiratet und Mutter eines Kindes.